# Орікті
Орікті́ (каз. Өрікті) — село у складі Єнбекшиказахського району Алматинської області Казахстану. Входить до складу Рахатського сільського округу.
До 2010 року село називалось Красний Восток.
Населення — 4421 особа (2021; 6735 у 2009, 2324 у 1999, 2405 у 1989).